# Jean-François Collin d’Harleville

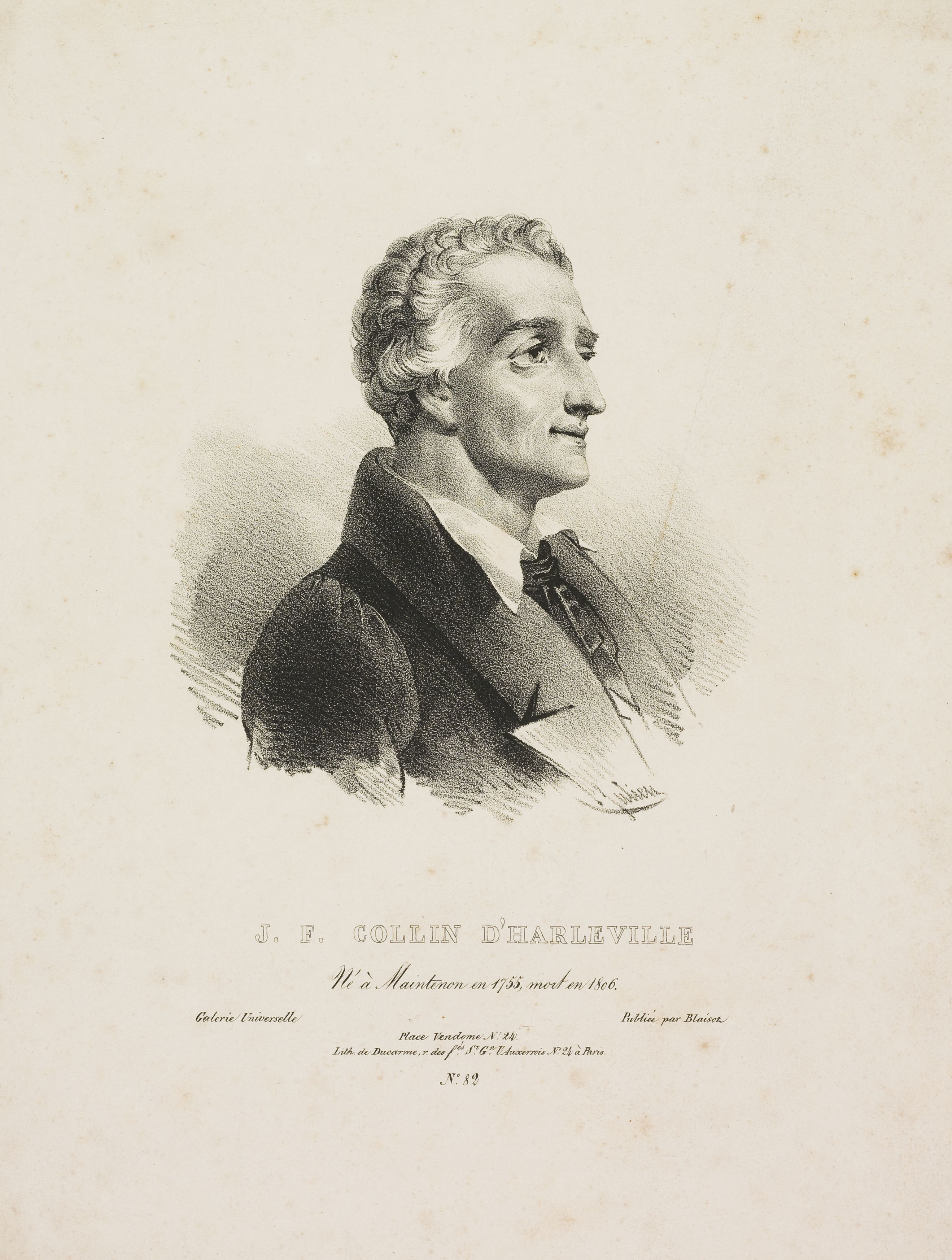
Collin d’Harleville

Jean-François Collin d’Harleville (* 30. Mai 1755 in Maintenon bei Chartres; † 24. Februar 1806 in Paris) war ein französischer Dichter und Dramatiker.

## Leben
Collin d’Harleville studierte zuerst Jura, wandte sich dann aber der Literatur zu. Sein Werk besteht insbesondere aus einer Reihe von liebenswürdigen Charakterstücken, darunter sein bekanntestes Werk Le vieux célibataire, die zu seiner Zeit auf den wichtigsten Bühnen besonders des revolutionären und napoleonischen Frankreichs gespielt wurden, welche jedoch heute kaum mehr bekannt sind. Seine sonstigen Werke galten schon seinen Zeitgenossen eher als schwach.
Im Jahre 1803 wurde er als Mitglied in die Académie française (nach den Wirren der Revolution vorübergehend als Institut national des sciences et des arts bezeichnet) berufen. Eine weitere Ehrung war die Aufnahme in die von Napoleon gestiftete Ehrenlegion.

## Werke

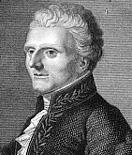
Collin d’Harleville

- L’Inconstant, Komödie in 3 Akten und in Versen (1780), Paris, Comédie-Française, 13. Juni 1786
- L’Optimiste, ou l’homme toujours content, Komödie, Paris, Comédie-Française, 22. Februar 1788
- Les Châteaux en Espagne, Komödie in 5 Akten und in Versen, Paris, Comédie-Française, 20 février 1789
- Monsieur de Crac dans son petit castel, ou les Gascons, Komödie in einem Akt und in Versen, Paris, Comédie-Française, 4. März 1791
- Malice pour malice, Komödie in 3 Akten und in Versen, Paris, Théâtre Louvois, 1791
- Le Vieux célibataire, Komödie in 5 Akten und in Versen, Paris, théâtre de la Nation, 24. Februar 1792
- Rose et Picard, ou suite de l’Optimiste, Komödie in einem Akt und in Versen, Musik von Nicolas Dalayrac, 1794
- Les Artistes, Stück in 4 Akten und in Versen, Paris, 9. November 1796
- Les Mœurs du jour, ou l’École des jeunes femmes, Komödie in 5 Akten und in Versen, Paris, Théâtre français de la République, 1800
- Il veut tout faire, Episoden-Komödie in einem Akt und in Versen, Paris, Théâtre Louvois, 1804
- Les Querelles des deux frères, ou la Famille bretonne, Komödie in 3 Akten und in Versen, Paris, Théâtre de l’Impératrice, 17. November 1808